# إدي كاسترو
إدي كاسترو (بالإنجليزية: Eddie Castro)‏ هو فارس أمريكي، ولد في 10 أبريل 1959 في محافظة لوس سانتوس ‏ في بنما.